# ドント・ストップ (フリートウッド・マックの曲)
「ドント・ストップ」（Don't Stop）は、フリートウッド・マックの楽曲。作詞作曲はクリスティン・マクヴィー。リンジー・バッキンガムとマクヴィーの二人が歌う。1977年のアルバム『噂』よりシングルカットされた。ビルボードのシングルチャートでは第3位を獲得している。UK市場では「オウン・ウェイ」(Go Your Own Way)に続くセカンドシングルとして『噂』からカットされ、最高位は32位であった。アメリカではサードシングルとして発表され、1977年10月に第3位を記録した。

## 背景
「ドント・ストップ」は、クリスティン・マクヴィーがフリートウッド・マックのベースギタリストであったジョン・マクヴィーと8年間の結婚生活の末に離別した際の気持ちを反映している。クリスティンは『フリートウッド・マック物語：噂と嘘』(The Fleetwood Mac Story: Rumours and Lies)で、「『ドント・ストップ』はただただ気持ちで書いたんです。『昨日は過ぎた』感を気持ちよくさらけ出す、みたいなものでした」と思い起こしながら語っている。「ジョンに向かっていた曲なのかもしれないとは思うけど、私はもちろん悲観主義者じゃありませんしね」。

## 政治的意義
この曲はビル・クリントンがはじめてアメリカ合衆国大統領選に候補者として出馬した際にテーマとして使用した楽曲であり、とくに1992年アメリカ合衆国大統領選挙での使用は非常に目立つものであった。選挙に勝利したクリントン大統領は、既に解散していたフリートウッド・マックのメンバーに頼み込んで、1993年の就任式典のために再結成してこの曲を演奏してもらえるよう説得した。2000年の民主党大会では、クリントンは「人々のことを第一に考え続けなさい。架橋し続けなさい。明日のことを考えるのをやめないで！」という言葉で演説を締めくくった。この文章のすぐ後にこの楽曲がスピーカーから流れた。
このテーマ曲は2004年、2008年、2012年の民主党大会でもクリントンの登場の際に使われていた。

## チャート
| Chart (1977)                      | Peak position |
| --------------------------------- | ------------- |
| ベルギー (Ultratop 50 Wallonia)   | 4             |
| ドイツ (GfK Entertainment charts) | 41            |
| オランダ (Single Top 100)         | 6             |
| UK シングルス (OCC)               | 32            |

## ニーナ・ネズビットによるカヴァー
スコットランドのシンガー・ソングライターでギタリストであるニーナ・ネズビットが「ドント・ストップ」のカヴァーヴァージョンを2013年8月12日に英国にて発表した。デビューアルバムである『ペルオキシド』(2014)のデラックスエディションに収録されている。このヴァージョンはジョン・ルイス百貨店の2013年の広告に使用されている。UKシングルチャートでは61位を記録した。

### ミュージック・ビデオ
「ドント・ストップ」発表に伴い、2分45秒間のリリックビデオが2013年8月21日にYouTubeにアップされた。この曲を含んだジョン・ルイスの広告が再放映されるようになったため、公式ミュージック・ビデオが2014年3月9日に発表された。

### 収録曲
1. Don't Stop [2:45]

### チャート
| Chart (2013)        | Peak position |
| ------------------- | ------------- |
| UK シングルス (OCC) | 61            |

### リリース履歴
| Region   | Date          | Format                           | Label        |
| -------- | ------------- | -------------------------------- | ------------ |
| イギリス | 2013年8月23日 | コンパクトディスク, ダウンロード | ユニバーサル |

## その他のカヴァー
- リチャード・アンソニー - 1977年のシングル。フランス語詞。タイトルは「Non stop」。
- ステイタス・クォー - 1996年のカヴァー・アルバム『Don't Stop』に収録。
- エルトン・ジョン - 1998年のコンピレーション・アルバム『Legacy: A Tribute to Fleetwood Mac's Rumours』に収録。
- ジュディ・モワット - 2001年のコンピレーション・アルバム『Reggae Rocks - The Tide Is High - A Tribute to Rock 'n' Roll』に収録。
- リサ・ローブ - 2017年のアルバム『Lullaby Girl』に収録。